# Primorje-Gorski kotars län
Primorje-Gorski kotars län (kroatiska: Primorsko-goranska županija) är ett av Kroatiens 21 län. Dess huvudort är Rijeka. Länet har 305 505 invånare (år 2001) och en yta på 3 582 km².

## Administrativ indelning
Primorje-Gorski kotars län är indelat i 14 städer och 22 kommuner.
- Städer:
  - Rijeka
  - Bakar
  - Cres
  - Crikvenica
  - Čabar
  - Delnice
  - Kastav
  - Kraljevica
  - Krk
  - Mali Lošinj
  - Novi Vinodolski
  - Opatija
  - Rab
  - Vrbovsko

- Kommuner:
  - Baška
  - Brod Moravice
  - Čavle
  - Dobrinj
  - Fužine
  - Jelenje
  - Klana
  - Kostrena
  - Lokve
  - Lopar
  - Lovran
  - Malinska-Dubašnica
  - Matulji
  - Mošćenička Draga
  - Mrkopalj
  - Omišalj
  - Punat
  - Ravna Gora
  - Skrad
  - Vinodolska
  - Viškovo
  - Vrbnik